# Ryūji Bando
Ryūji Bando (jap. 播戸竜二 Bando Ryūji; ur. 2 sierpnia 1979 w Himeji) – japoński piłkarz, reprezentant kraju.

## Kariera klubowa
Od 1998 do 2013 roku występował w klubach Gamba Osaka, Consadole Sapporo, Vissel Kobe, Cerezo Osaka. Od 2013 roku gra w zespole Sagan Tosu.

## Kariera reprezentacyjna
Karierę reprezentacyjną rozpoczął w 2006, a zakończył w 2008 roku. W sumie w reprezentacji wystąpił w 7 spotkaniach.